# Caponiidae
Los capónidos o caponíidos (Caponiidae) son una familia de arañas araneomorfas que se caracterizan por tener un solo par de ojos. En las arañas, lo más frecuente es tener 8 ojos, aunque ciertas familias (Scytodidae o Sicariidae) tienen solo  6 ojos. Las arañas de esta familia son bastante pequeñas y presentan colores anaranjados. Se encuentran principalmente en África y en América, aunque el reciente género Laoponia se ha descrito en Vietnam.

## Géneros
Seegúnn The World Spider Catalog 12.0:
- Calponia Platnick, 1993
- Caponia Simon, 1887
- Caponina Simon, 1891
- Cubanops Sánchez-Ruiz, Platnick & Dupérré, 2010
- Diploglena Purcell, 1904
- Iraponia Kranz-Baltensperger, Platnick & Dupérré, 2009
- Laoponia Platnick & Jäger, 2008
- Nops Macleay, 1839
- Nopsides Chamberlin, 1924
- Notnops Platnick, 1994
- Nyetnops Platnick & Lise, 2007
- Orthonops Chamberlin, 1924
- Taintnops Platnick, 1994
- Tarsonops Chamberlin, 1924
- Tisentnops Platnick, 1994